# Cyclopina americana
Cyclopina americana är en kräftdjursart som beskrevs av H.-V. Herbst 1982. Cyclopina americana ingår i släktet Cyclopina och familjen Cyclopinidae. Inga underarter finns listade i Catalogue of Life.